# Medicina reproductiva

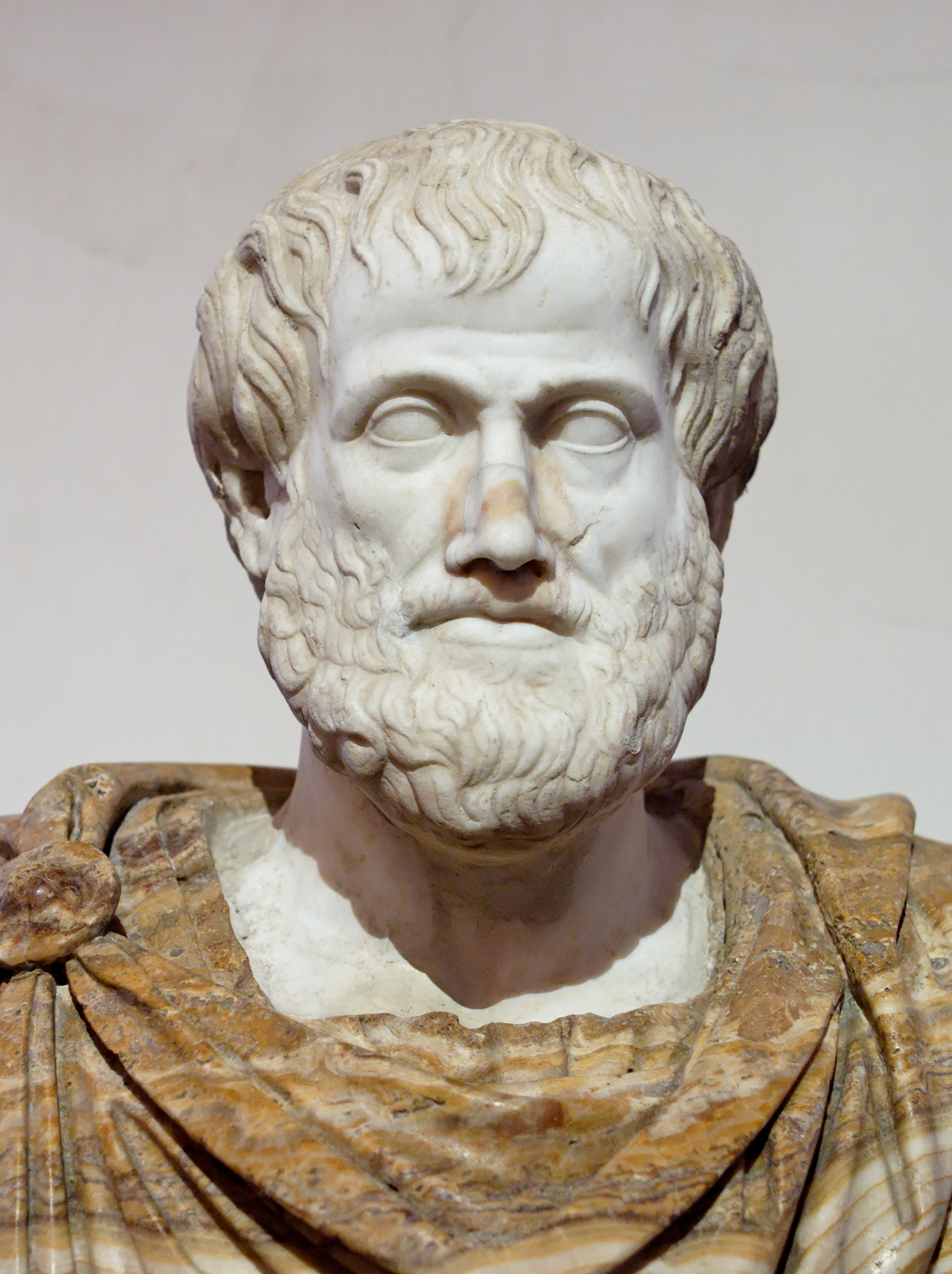
Aristóteles

La medicina reproductiva es una rama de la medicina que se ocupa de los sistemas reproductivos masculino y femenino. Abarca una variedad de condiciones reproductivas, su prevención y evaluación, así como su posterior tratamiento y pronóstico.
La medicina reproductiva ha permitido el desarrollo de técnicas de reproducción artificial (TRA) que han permitido avances en la superación de la infertilidad humana, además de ser utilizadas en la agricultura y en la conservación de la vida silvestre. Algunos ejemplos de ART incluyen la FIV, la inseminación artificial (IA) y la transferencia de embriones, así como el banco de recursos del genoma.

## Historia
Se cree que el estudio de la medicina reproductiva se remonta a Aristóteles, donde se le ocurrió la "Teoría de la reproducción hematógena". Sin embargo, la medicina reproductiva basada en la evidencia se remonta a la década de 1970. Desde entonces, ha habido muchos hitos para la medicina reproductiva, incluido el nacimiento de Louise Brown, el primer bebé concebido mediante FIV en 1978. A pesar de esto, no fue hasta 1989 que se convirtió en una disciplina clínica gracias al trabajo de Iain Chalmers en el desarrollo de la revisión sistemática y la colección Cochrane.

## Alcance
La medicina reproductiva aborda temas de educación sexual, pubertad, planificación familiar, control de la natalidad, infertilidad, enfermedades del sistema reproductivo (incluidas las enfermedades de transmisión sexual) y disfunción sexual. En la mujer, la medicina reproductiva abarca también la menstruación, la ovulación, el embarazo y la menopausia, así como los trastornos ginecológicos que afectan a la fertilidad.
El campo coopera y se superpone principalmente con la endocrinología reproductiva y la infertilidad, la medicina sexual y la andrología, pero también en cierta medida con la ginecología, la obstetricia, la urología, la medicina genitourinaria, la endocrinología médica, la endocrinología pediátrica, la genética y la psiquiatría.

## Condiciones
La medicina reproductiva se ocupa de la prevención, el diagnóstico y el tratamiento de las siguientes afecciones. Esta sección dará ejemplos de una serie de condiciones comunes que afectan el sistema reproductivo humano.

### Enfermedades infecciosas
Las infecciones del tracto reproductivo (ITR) son infecciones que afectan el tracto reproductivo. Hay tres tipos de ITR: ITR endógenas, ITR iatrogénicas e Infecciones de transmisión sexual. Las ITR endógenas son causadas por un crecimiento excesivo de bacterias que normalmente está presente. Un ejemplo de una ITR endógena es la vaginosis bacteriana.
Las ITR iatrogénicas son infecciones contraídas como resultado de un procedimiento médico.
Las infecciones de transmisión sexual (ITS) son infecciones que se contagian a través de la actividad sexual, por lo general a través del coito vaginal, el sexo anal o el sexo oral. Muchas ITS son curables; sin embargo, algunas ITS como el VIH son incurables. Las ITS pueden ser bacterianas, virales o fúngicas y afectar tanto a hombres como a mujeres. A continuación se enumeran algunos ejemplos de ITS:
- ITS bacterianas
  - Clamidia
  - Gonorrea
  - Sífilis
- ITS virales
  - Herpes
  - Virus del papiloma humano (VPH)
  - Virus de inmunodeficiencia humana (VIH)

### Cáncer
Muchas partes del sistema reproductivo pueden verse afectadas por el cáncer. A continuación se presentan algunos ejemplos de cánceres reproductivos:

#### Cánceres reproductivos que afectan a las mujeres
- Cáncer de mama
- Cáncer de ovarios
- Cáncer uterino
- Cáncer de cuello uterino

#### Cánceres reproductivos que afectan a los hombres
- Cáncer de próstata
- Cáncer de pene
- Cáncer testicular
- cáncer de mama masculino
- Hipertrofia prostática benigna

### Condiciones que afectan la fertilidad[8]
Una parte importante de la Medicina Reproductiva implica promover la fertilidad tanto en hombres como en mujeres.

#### Causas de infertilidad o subfertilidad en la mujer
- Disfunción ovulatoria
  - Síndrome de ovario poliquístico (SOP)
  - Hipogonadismo hipogonadotrófico
  - Hipogonadismo hipergonadotrófico
- Disfunción tubular
  - Enfermedad inflamatoria pélvica
  - Endometriosis
  - Esterilización previa
  - Cirugía previa
- Disfunción cervical o uterina
  - Anomalías congénitas
  - Fibromas
  - Síndrome de Asherman
- Problemas hormonales
  - Hipotiroidismo
  - Hipertiroidismo
  - Síndrome de Cushing
  - Hiperplasia suprarrenal congénita

#### Causas de infertilidad o subfertilidad en los hombres
- Problemas con el número o la función de los espermatozoides
  - Criptorquidia
  - Microdeleciones del cromosoma Y
  - Varicocele
  - Hipogonadismo hipogonadotrófico
  - Hipogonadismo hipergonadotrófico
- Disfunción tubular
  - Anomalías congénitas
  - Infecciones de transmisión sexual previas
  - Vasectomía
- Problemas con la entrega de esperma
  - Eyaculación precoz
  - Daño a los órganos reproductivos.
  - Eyaculación retrógrada
  - Ciertas enfermedades genéticas

### Anomalías congénitas

#### Anomalías congénitas del sistema reproductor femenino[9]
- Anomalías cervicales
  - agenesia cervical
  - Duplicación de cuello uterino
- Anomalías del himen
  - himen imperforado
  - Himen microperforado
  - Himen septado
- Anomalías uterinas
  - Útero duplicado
  - Útero unicornio
  - Útero unicornioÚtero septado
- Anomalías vaginales
  - Tabique vaginal transverso
  - Tabique vaginal vertical
  - Agenesia vaginal
  - Síndrome de Mayer-Rokitansky-Küster-Hauser
- Anomalías vulvares
  - Hipoplasia labial
  - Hipertrofia labial

#### Anomalías congénitas del sistema reproductor masculino[10]
- Criptorquidia
- Hipospadias
- Epispadias

### Trastornos endocrinos[11]

#### Trastornos por exceso de hormonas
- Síndrome de ovario poliquístico (SOP)
- Tumor de células de la granulosa
- Tumor de células de Leydig
- Teratoma

#### Trastornos por deficiencia hormonal
- Hipogonadismo
- Síndrome de Turner
- Síndrome de Klinefelter

#### Trastornos por hipersensibilidad hormonal
- Hirsutismo idiopático

#### Trastornos debidos a la resistencia a las hormonas
- Síndrome de insensibilidad a los andrógenos
- Deficiencia de 5a-reductasa

#### Tumores endocrinos no funcionantes
- Quistes en los ovarios
- Carcinoma
- Teratoma
- Seminoma

#### Trastornos endocrinos secundarios (que se originan en la glándula pituitaria)
- Gonadotrofinoma hipofisario
- Hipopituitarismo
- Síndrome de Kallmann

## Evaluación y tratamiento
La evaluación y el tratamiento de las condiciones reproductivas es un área clave de la medicina reproductiva.
La evaluación femenina comienza con un historial médico completo (anamnesis) que brinda detalles sobre la salud general de la mujer, su historial sexual y antecedentes familiares relevantes. También se realizará un examen físico para identificar anomalías como hirsutismo, masas abdominales, infección, quistes o fibromas. Un análisis de sangre puede informar al médico del estado endocrino del paciente. Los niveles de progesterona se miden para verificar la ovulación y también se pueden medir otras hormonas ovulatorias. Las técnicas de imagen, como las ecografías pélvicas, también se pueden utilizar para evaluar la anatomía interna.
La evaluación masculina también comienza con una historia clínica y un examen físico para buscar anomalías visibles. También se realizan investigaciones de muestras de semen para evaluar el volumen, la motilidad y la cantidad de espermatozoides, así como para identificar infecciones.
Una vez que se completan las investigaciones, puede ocurrir el tratamiento de las condiciones identificadas. Para problemas de fertilidad, esto puede implicar tecnología de reproducción asistida (ART), como la fertilización in vitro (FIV) o medicamentos para la fertilidad. Existen métodos quirúrgicos que se pueden utilizar como tratamiento; sin embargo, ahora se realizan con menos frecuencia debido al creciente éxito de las técnicas menos invasivas. También se requiere tratamiento para las infecciones de transmisión sexual (ITS). Estos pueden tomar la forma de antibióticos para infecciones bacterianas como la clamidia o la terapia antirretroviral altamente activa (HAART) para el virus del VIH.

## Educación y entrenamiento
Los especialistas en medicina reproductiva suelen recibir formación en obstetricia y ginecología seguida de formación en endocrinología reproductiva e infertilidad, o en urología seguida de formación en andrología. Para los especialistas en medicina reproductiva en anticoncepción, son posibles otros métodos de formación. Los especialistas tienden a estar organizados en organizaciones especializadas como la Sociedad Estadounidense de Medicina Reproductiva (ASRM) y la Sociedad Europea de Reproducción Humana y Embriología (ESHRE).

## Anamnesia
La anamnesis de temas relacionados con la medicina reproductiva o sexual puede verse inhibida por la renuencia de una persona a revelar información íntima o incómoda. Incluso si tal tema está en la mente de la persona, él o ella a menudo no comienza a hablar sobre tal tema sin que el médico inicie el tema con una pregunta específica sobre la salud sexual o reproductiva. Cierta familiaridad con el médico generalmente hace que sea más fácil para la persona hablar sobre temas íntimos como temas sexuales, pero para algunas personas, un alto grado de familiaridad puede hacer que la persona se muestre renuente a revelar tales temas íntimos. Cuando se visita a un proveedor de salud sobre temas sexuales, a menudo es necesario que ambos miembros de la pareja estén presentes y, por lo general, es algo bueno, pero también puede evitar la divulgación de ciertos temas y, según un informe, aumenta el nivel de estrés.

## Cuestiones éticas y médico-legales
Hay muchas cuestiones éticas y legales en torno a la medicina reproductiva. En el Reino Unido, la Autoridad de Embriología y Fertilización Humana (HEFA) regula muchos aspectos de la medicina reproductiva en el Reino Unido, incluida la FIV, la inseminación artificial, el almacenamiento de tejido reproductivo y la investigación en este campo. HEFA se estableció debido a la Ley de Embriología y Fertilización Humana (1990). Esta ley fue revisada y la Ley de Embriología y Fertilización Humana (2008) fue aprobada por el parlamento como una actualización de la ley de 1990.
Para terapias como la FIV, muchos países tienen pautas estrictas. En el Reino Unido, las referencias solo se dan a mujeres menores de 40 años que se han sometido a 12 ciclos de inseminación artificial o que han intentado y no han logrado concebir durante 2 años. Si bien NICE recomienda a los grupos de comisión clínica (CCG) del NHS que proporcionen 3 ciclos de FIV financiados por el NHS, muchos solo ofrecen 1 ciclo, y algunos solo ofrecen FIV en circunstancias excepcionales en el NHS. Si una persona no cumple con los criterios o ha pasado por la cantidad máxima de ciclos financiados por el NHS, la persona deberá pagar el tratamiento privado.
Se considera que muchas tecnologías reproductivas tienen problemas éticos, incluida la FIV, la terapia de reemplazo mitocondrial, la modificación de la línea germinal, el diagnóstico genético previo a la implantación.
Hay muchos grupos en todo el mundo que se oponen a las ART, incluidos grupos religiosos y organizaciones benéficas provida como LIFE.

## Otras lecturas
- Lipshultz LI, Khera M, Atwal DT. Urology and the Primary Care Practitioner. Philadelphia: Elsevier, 2008.
- Naomi Pfeffer: The Stork and the Syringe: A Political History of Reproductive Medicine (Feminist Perspectives) Polity Press 1993, ISBN 0-7456-1187-7
- Speroff L, Glass R, Kase N. Clinical Gynecologic Endocrinology and Infertility. Fifth Edition. Williams and Wilkins, Baltimore MD, 1994 ISBN 0-683-07899-2

- Datos: Q351870
- Multimedia: Fertility medicine / Q351870